# Vladimir Kornilov
Vladimir Vladimirovitsj Kornilov (Russisch: Влади́мир Влади́мирович Корнилов) (Lipetsk, 13 juli 1968) is een Russisch journalist, politiek activist en schrijver.

## Leven en werk
Kornilov was oorspronkelijk automonteur. Tussen 1986 en 1988 zat hij in het Russische leger. Sinds 1991 werkte hij als journalist en politiek activist. Hij koos daarbij partij voor de Russische minderheid in Oekraïne en was actief in de Donbass-beweging. Van 2006 tot 2013 was Kornilov hoofd van de afdeling Oekraïne van het Instituut van GOS-landen in Kiev. In 2013 was hij officieel directeur van het Center for Eurasian Studies in Den Haag.
Sinds 2014 is Kornilov werkzaam als columnist (voor ukraine.ru), journalist (Russia Today) en schrijver van politieke boeken. In 2018 publiceerde hij de politieke misdaadroman Убийство в Ворсхотене (Moord in Voorschoten), die zich afspeelt in Nederland.
In april 2018 kreeg hij een paspoort van de internationaal niet erkende Volksrepubliek Donetsk. In september 2019 ontving Kornilov het Russisch staatsburgerschap.

## Publicaties
- * Евгений Минченко, Владимир Корнилов, Кирилл Петров, Александр Кравченко. Технологические аспекты выборов в парламент Великобритании в мае 2015 года. Полная версия / Доклад "Минченко Консалтинг" 17.06.2015 / Том 1, Том 2. [=Technische aspecten van de parlementaire verkiezingen in het Verenigd Koninkrijk in mei 2015]
- Влади́мир Корнилов: Убийство в Ворсхотене (2018) ISBN 978-5-4461-0779-7 (=Moord in Voorschoten)